# Der elektronische Doppelgänger
Der elektronische Doppelgänger ist ein sowjetischer Kinder-Spielfilm aus dem Jahr 1979 mit dem Originaltitel:russisch Приключения Электроника, transkribiert Prikljutschenija Elektronika, Die Abenteuer des Elektronik. Er erzählt eine Doppelgänger-Geschichte, in den Hauptrollen von jugendlichen Zwillingen dargestellt. In der damaligen Sowjetunion erreichte er eine enorme Popularität, die in Russland und weiteren ehemaligen Sowjetrepubliken bis in die Gegenwart anhält. Der Film steht nach wie vor im Programm von russischen Fernsehstationen.

## Einzelheiten
Der deutsche Titel stammt von der deutsch synchronisierten Fassung des DDR-Fernsehens (1982). Als Vorlage für das Drehbuch dienten Erzählungen (1964, 1971) des russisch-sowjetischen Schriftstellers Jewgeni Weltistow (1937–1989). Die Wirkung wurde durch die Filmmusik von Jewgeni Krylatow (1934–2019) vertieft.
Der Film besteht aus drei in ihrer Handlung aufeinander folgenden Teilen von jeweils einer reichlichen Stunde Dauer:
- Der Ausreißer (russ. «Побег», Pobeg, wörtl. Die Flucht),[2] 1:11 Std.
- Das Geheimnis der 6b (russ. «Тайна 6 „Б“», Taina 6 „b“), 1:04 Std.
- Der Junge mit dem Hund (russ. «Мальчик с собакой», Maltschik s sobakoi), 1:04 Std.[3]

Die Kinopremiere des ansonsten nur für das Fernsehen vorgesehenen Films fand in Odessa am 23. März 1980 statt, die erste Ausstrahlung im sowjetischen Fernsehen am 2. und 3. Mai 1980.
Schlagartig nach der ersten vollständigen Ausstrahlung begann die Berühmtheit der beiden Hauptdarsteller und des Films selbst. Beim sowjetischen Fernsehen trafen bis Ende 1981 mindestens 56.000 Briefe ein, die Zwillinge erhielten bis zu 40 Briefe am Tag. Wladimir Torsujew (Darsteller des Elektronik) berichtete später über ihren privaten Besuch einer Theatervorstellung, ein halbes Jahr nach der Fernsehpremiere: Als sie in der Pause um ein Autogramm gebeten wurden, scharten sich im Nu so viele weitere Theaterbesucher um sie, dass sie den Beginn des nächsten Aktes um zwanzig Minuten verpassten.

## Handlung

### Der Ausreißer
Professor Gromow hat sich den Haus-Roboter Elektronik gebaut, dem er die Gestalt und die Gesichtszüge eines ca. 13-jährigen Jungen gegeben hat, den er auf dem Foto einer Zeitschrift entdeckt hatte. Der Roboter kommt auf die Idee, ein echter Mensch werden zu wollen. Er entwischt dem Professor und begegnet zufällig seinem menschlichen Vorbild: Der Sechstklässler Sergei Syrojeschkin entdeckt bald, dass die Maschine ihm die lästigen Hausaufgaben abnehmen kann, und er schickt ihn schließlich sogar statt seiner in die Schule, ohne dass der Tausch bemerkt wird. Mit nie dagewesenen Leistungen wird der bis dahin mittelmäßige Schüler bald zum Aushängeschild seiner Schule. Der echte Schüler merkt, dass er zunehmend ins Abseits gedrängt wird. Parallel zur Haupthandlung versucht eine Diebesbande an den Roboter zu gelangen, um ihn für ihre Zwecke einzusetzen.

### Das Geheimnis der 6b
Als dem Schüler das doppelte Spiel über den Kopf wächst, vertraut er das Geheimnis seinen Freunden an, die nun begeistert mitmachen. Elektronik gibt aber zugleich die Hoffnung auf, in diesem Umfeld ein Mensch zu werden. Er verschwindet und macht sich im Spielzeugladen beim Umbau von Stoffpuppen zu Uhrwerk-Spielzeugen nützlich. Unterdessen kommt der Schüler Syrojeschkin in Erklärungsnot, weil er in der Schule nicht mehr die erwarteten Leistungen bringt. Elektronik wird von einer eingeweihten Schülerin entdeckt und zur Rückkehr bewegt. Nachdem er beim Eishockeyspiel versagt, weil ihm niemand die Regeln beigebracht hatte, lüftet eine Schülerin das Geheimnis vor der Lehrerschaft. Gleichzeitig entdeckt Professor Gromow seinen Roboter wieder, lässt ihn aber bei den Kindern. Elektronik hatte aus einem Spielzeughund seinerseits den Roboterhund Ressi gebaut, den er nun dem staunenden Professor vorführt. Wenig später gelingt es Urri, dem Beauftragten der Diebesbande, Elektronik zu entführen.

### Der Junge mit dem Hund
Der Hund Ressi wird auf Elektroniks Spur gesetzt, der in einem Koffer per Flugzeug ins Ausland gebracht wird. Als der Hund ihn erreicht, können die Kinder über Funk Verbindung aufnehmen. Die Diebesbande will nun mit dem entführten Elektronik an die Gemäldesammlung eines Museums kommen. Dazu soll der Roboter nebst Hund als Darstellung des städtischen Wappensymbols Junge mit Hund in das Gebäude geschleust werden, damit er es den Dieben von innen öffnet. Unterdessen muss der Schüler Syrojeschkin alle zuvor vom Roboter absolvierten schulischen Prüfungen wiederholen, was ihm mit der Hilfe seiner Freunde und der Anteilnahme der ganzen Schule mit Bravour gelingt. Als die Fernbedienung für den Roboterhund abhandenkommt, ist Elektronik von den Kindern abgeschnitten und folgt nun den Plänen der Bande. Kurz nach dem Raubzug erkennt er aber dessen Zweck und entwischt der Bande mit dem Diebesgut. Die Schüler können wieder Verbindung mit ihm aufnehmen, und sie entwerfen den Plan, ihn die Glocken läuten zu lassen, um die Einwohner zu warnen. Elektronik bringt das seit langem stillstehende Läutewerk in Gang, in dessen Getriebe sich schließlich die ihn verfolgenden Diebe verfangen. Nachdem der Roboter zum Erstaunen der Stadtbewohner – von der Turmspitze singend – als ihr Wappensymbol erschienen ist, kehrt er zu den Kindern zurück. Der Professor überlässt diesen seine Erfindung nun endgültig.

## Hauptrollen und Darsteller
- Die beiden Doppelgänger
  - Elektronik – Wladimir Torsujew (* 22. April 1966): Menschengleicher Roboter in Gestalt eines ca. 13-jährigen russischen Schülers, äußerlich einem Zeitschriftenfoto nachgebildet, im Film auch El oder Elik genannt. Hat übermenschliche Kraft, ist im Laufen und Radfahren uneinholbar, im Schach unbesiegbar und singt lupenrein in unterschiedlicher Stimmlage.
  - Sergei Syrojeschkin – Juri Torsujew (* 22. April 1966): Mittelmäßiger Schüler einer Klasse 6b einer russischen Stadt, dem der Roboter Elektronik aufs Haar gleicht. Im Film wurde die Stimme des Darstellers von der Schauspielerin Irina Grischina (* 1953) übernommen (nicht dagegen der Gesang, siehe Abschnitt Filmmusik).

Die Darsteller sind Zwillinge und wurden nach einer in allen Teilen der Sowjetunion betriebenen Suche nach geeigneten Kindern in Moskau entdeckt. Sie waren zu diesem Zeitpunkt das 386. Paar, das sich bewarb. Den Anstoß gab erst der Direktor ihrer Schule, der von der Suche des Filmteams erfahren hatte. Das auffällige Muttermal unter dem rechten Auge trägt in der Natur nur Juri Torsujew, der Darsteller des Syrojeschkin; bei seinem Bruder wurde es für den Film als Maske aufgetragen.
- Freundeskreis des Schülers Syrojeschkin:
  - Makar Gussew – Wassili Skromny (* 1964): Schüler der Klasse 6b, im Wachstum den anderen überlegen und im Stimmbruch. Sein Name Gussew ist vom russischen Wort Gus für Gans abgeleitet und gibt in der Einleitung des Films Anlass zu einer Hänselei. Als einziger der Kinder-Darsteller bekam Wassili Skromny unmittelbar nach dem Film Jahr für Jahr weitere Rollen, er brach die Filmkarriere aber als Erwachsener ab.
  - Wowa Korolkow – Maxim Kalinin (1968–2011): Schüler der Klasse 6b, im Film der „Professor“ unter den Schülern. Den Ende 2011 tragisch verstorbenen Darsteller würdigte eine russische Fernsehanstalt 2011 in einer einstündigen Sendung mit weiteren Mitwirkenden des Films.[7]
  - Tschischikow – Jewgeni Liwschiz (* 1969): Der kleinste der sechs Freunde und mit Sommersprossen übersät. Sein Name Tschischikow wird deshalb im Film mehrfach für Wortspiele mit dem ähnlich klingenden russischen Wort für sommersprossige Menschen verwendet. Jewgeni Liwschiz siedelte nach dem Ende der Sowjetunion zunächst nach Israel und später nach Deutschland um und lebt in Düsseldorf als Musiklehrer (Stand 2013).[7]
  - Maija Swetlowa – Oksana Alexejewa (* 1966): Schülerin der Klasse 6b, die zum Freundeskreis stößt, nachdem ihr Syrojeschkin in Elektroniks Gestalt vor älteren Jungen imponiert hatte.
  - Wiktor Smirnow – Dmitri Maximow: Schüler der Klasse 6b, eher eine Nebenrolle
- Eine „Gegenspielerin“
  - Soja Kukuschkina – Walerija Solujan: Schülerin der Klasse 6b, die im Handlungsverlauf das Geheimnis um den doppelten Schüler Syrojeschkin entdeckt und lüftet.
- Erwachsene
  - Professor Gromow – Nikolai Grinko (1920–1989): Russischer Professor, der den Roboter Elektronik entwickelt hat.
  - Mascha – Jelisaweta Nikischtschichina (1941–1997): Assistentin Professor Gromows
  - Urri – Nikolai Karatschenzow (1944–2018): Mitglied einer „ausländischen“ Verbrecherbande, die in der deutschen Fassung des DDR-Fernsehens „Schau und Klau“ heißt.[8] Unter lauter Versagern ist er dort der einzige, der sich traut, im Land der Russen den Roboter Elektronik ausfindig zu machen und ihn für die Bande zu stehlen.
  - Stump (engl.) – Wladimir Bassow (1923–1987): Charismatischer Bandenchef. Im Handlungsverlauf fragt er über Funk immer von neuem seinen Beauftragten Urri vergeblich, ob der endlich den Ausschaltknopf für den Roboter gefunden hat, um ihn abtransportieren zu können. Die Floskel „Urri, wo ist sein Schalter?“ ist daher als geflügeltes Filmzitat in die russische Umgangssprache eingegangen (Урри, где же у него кнопка? – sprich: Urri, gdje sche u njewo knopka?).[9]
- Hund
  - Ressi – ein Airedale Terrier namens Tschingis: Aus einem Spielzeughund hat ihn Elektronik zum Roboter umgebaut. Der Name Ressi ist im Film ein Kunstwort als technische Abkürzung. In der deutschen Fassung heißt er sinngemäß Setti für Steuerbarer elektronischer Terrier traumhafter Intelligenz.[8]

## Moralischer Anspruch
Der Film kommt ohne jeden Bezug zur sowjetischen Partei- und Staatsideologie aus – weshalb er auch im Frühjahr 1990 in der begonnenen Endphase der DDR ohne Bedenken im DDR-Fernsehen wiederaufgeführt werden konnte. Selbst das rote Halstuch, eigentlich Symbol der politischen Kinderorganisation der Lenin-Pioniere, wird nur als Bestandteil der Schuluniform verwendet. Die Verbrecherbande wird lediglich als „ausländisch“ gekennzeichnet, aber ohne politisches Umfeld dargestellt.
Unterschwellig zieht sich durch die gesamte Handlung die Frage, was einen wahren Menschen ausmacht – immer wieder in einzelnen Episoden sowie in den Liedtexten aufgeworfen. Zum Beispiel erklärt dem Roboter ein alter Mann, dass ein guter Mensch hilfsbereit ist, woraufhin sich Elektronik im Kinderkaufhaus betätigt. An anderer Stelle wertet die Lehrerin im Zeichenunterricht ein vom Roboter abgegebenes, technisch vollkommenes Porträt ab, weil es ein fehlerloses Ideal darstellt.
Der Schul- und Unterrichtsbetrieb wird als streng, aber kinderliebend gezeichnet. Das Verhältnis der Schüler untereinander ist im Film durch ein starkes Gemeinschaftsgefühl und -erleben geprägt. Zu einem Höhepunkt gelangt das Geschehen, als der Sieg beim Eishockeyspiel in Frage gestellt wird und zu klären ist, ob das entscheidende Tor vom Roboter oder dem Schüler erzielt wurde.
In der angelegten Filmhandlung spielt schließlich auch das Verhältnis zum technischen Wandel – hier in Gestalt des Elektronik – eine Rolle. Der Roboter macht z. B. zeitweise den echten Schüler entbehrlich – nicht nur in der Schule, sondern auch in der Freizeit seiner Freunde. Maija, das Mädchen im Syrojeschkins Freundeskreis, findet sogar den Roboter interessanter als den Schüler. Regisseur Konstantin Blomberg: „Mir scheint, dass der Film einige Lücken im Bild des positiven Kinderhelden ergänzt. Die Kinder sehen in diesem elektronischen Doppelgänger das Ideal eines Freundes.“

## Filmmusik
Im Verlauf des Films werden elf Lieder nach der Musik von Jewgeni Krylatow und den Texten von Juri Entin (* 1935) gespielt. Einige wurden in der Zeit der Sowjetunion so bekannt, dass sie heute als russisches Volksliedgut angesehen werden können – insbesondere das Lied über die Schaukeln mit Flügeln. Das Video-Portal YouTube weist dafür millionenfache Aufrufe aus; die russische Karaoke-Seite karaoke.ru nennt über 600.000 Aufrufe. Das Lied gehörte 1980 zum Programm der renommierten sowjetischen Jahresend-Gala Lied des Jahres, aufgeführt vom Großen Kinderchor des sowjetischen Fernsehens und Radios.
Ebenso noch im heutigen Russland populär ist auch das Lied Wir sind kleine Kinder, u. a. durch eine Tanz-Interpretation des Moskauer Kinder-Ensembles Neposedy. Im Film werden beide Melodien außer in Gesangsszenen auch als Leitmotive zur Untermalung der Auftritte der beiden Haupthelden verwendet.
Die beiden Zwillings-Hauptdarsteller des Films treten mit den Liedern des Films im heutigen Russland in einem Bühnenprogramm auf. Dessen Titel Syrojeschkins Garage – nach dem Handlungsort etlicher Szenen – ist wegen der Kult-Bedeutung des Films für russische Zuschauer selbsterklärend. Die alten Originale der Lieder werden bis in die Gegenwart von DJs für elektronische Neufassungen (Remix) verwendet, zum Teil auch ironisierend.
Im Film wurden die Lieder der beiden Jungenrollen von Sängerinnen interpretiert:
- Schauspielerin und Sängerin Jelena Kamburowa (* 1940) für den Schüler Syrojeschkin
- Jelena Schujenkowa, Solistin im Kinderchor des Moskauer Bolschoi-Theaters, für den Roboter Elektronik

Der Text des Abspann-Liedes, Du – Mensch (Ты — человек, Ty — tschelowek), wurde zunächst unter den damaligen kulturpolitischen Vorgaben der Sowjetunion als zweideutig betrachtet und zensiert. Erst in den Jahren der Perestroika wurde es ab Januar 1988 wieder in den Film eingefügt.
Alle Lieder des Films in chronologischer Reihenfolge:
| Position im Film            | Liedtitel *                  | Filmfigur                                                   | Originaltitel (russisch)    | Liedanfang (russisch)               |
| --------------------------- | ---------------------------- | ----------------------------------------------------------- | --------------------------- | ----------------------------------- |
| Teil 1, 0:02 Std.           | Urris Lied                   | Urri                                                        | Песенка Урри                | Я с детства был послушным ...       |
| Teil 1, 0:25 Std.           | Wir sind kleine Kinder       | Syrojeschkin                                                | Мы маленькие дети           | Над нами солнце светит ...          |
| Teil 1, 0:43 Std.           | Wohin der Fortschritt führte | Syrojeschkin                                                | До чего дошёл прогресс ...  | До чего дошёл прогресс ...          |
| Teil 1, 0:50 Std.           | Schaukeln mit Flügeln        | Elektronik                                                  | Крылатые качели             | В юном месяце апреле ...            |
| Teil 1, 1:04 Std.           | Trauriges Lied Syrojeschkins | Syrojeschkin                                                | Грустная песенка Сыроежкина | Шуршит занудно дождик моросящий ... |
| Teil 2, 0:18 Std.           | Lied der Spielzeuge          | (anonyme verteilte Stimmen und Chor)                        | Песня игрушек               | Спешите нас приобрести ...          |
| Teil 2, 0:43 Std.           | Was ist das nur              | Syrojeschkin                                                | Это что же такое ...        | Это что же такое ...                |
| Teil 2, 0:57 Std.           | Dies weiß alles              | Elektronik; Syrojeschkin und Freunde als Chor; Prof. Gromow | Это знает всякий            | Если меркнет свет в окошке ...      |
| Teil 3, 0:29 Std.           | Schaukeln mit Flügeln        | Chor                                                        | Крылатые качели             | В юном месяце апреле ...            |
| Teil 3, 0:35 Std.           | Stumps Lied                  | Stump                                                       | Песенка Стампа              | Работа в области искусства ...      |
| Teil 3, 0:58 Std.           | Glockenläuten                | Elektronik                                                  | Звон колоколов              | Бьют часы на старой башне ...       |
| Teil 3, 1:01 Std. (Abspann) | Du bist ein Mensch           | Elektronik                                                  | Ты — человек                | Куда подует ветер ...               |

* Rohübersetzung für Wikipedia, nicht autorisiert

## Verbreitung

### Sowjetunion
Nach der Erstausstrahlung im Mai 1980 fanden TV-Wiederholungen im Juli und im Dezember 1980 statt. 1986 wurde in der Ukraine das Szenarium in gedruckter Fassung unter dem Originaltitel des Films veröffentlicht. Drei Lieder des Films erschienen im Magazin Krugosor 8/1980 als flexible Schallplatten („Schallfolien“), später auch als herkömmliche Schallplatten. In den 1980er Jahren wurde in der Sowjetunion eine Fassung auf VHS-Kassetten herausgebracht.

### DDR
Eine der handlungsgebenden Erzählungen von Jewgeni Weltistow, Ressi, der fliegende Hund, war schon 1975 im Kinderbuchverlag der DDR erschienen. Im DDR-Fernsehen wurde der Film mit deutscher Sprachsynchronisation als achtteilige wöchentliche Serie (von jeweils ca. 25 Minuten Länge) zweimal sowie einmal in russischer Originalfassung ausgestrahlt:
- Vom 2. Januar bis 20. Februar 1982, jeweils Sonnabend, 19 Uhr im Programm DDR 1.[5][13]

Die Zuschauerforschung des DDR-Fernsehens widmete dieser Zeitachse hohe Aufmerksamkeit, indem sie teilweise die Sehbeteiligung nach Altersgruppen der Kinder in ihren Zusammenfassungen hervorhob:
| Teil | Datum      | Sehbeteiligung | Urteil    | Sehbeteiligung Kinder (4 bis 13 Jahre) | Besondere Altersgruppen                        |
| ---- | ---------- | -------------- | --------- | -------------------------------------- | ---------------------------------------------- |
| 1    | 02.01.1982 | 11,5 %         | Note 3,34 | 23,4 %                                 |                                                |
| 2    | 09.01.1982 | 15,5 %         | Note 2,96 | 34,0 %                                 | 04 bis 05 Jahre: 05,6 %                        |
| 3    | 16.01.1982 | 16,9 %         | Note 2,98 | 19,8 %                                 |                                                |
| 4    | 23.01.1982 | 12,7 %         | Note 2,90 | 30,3 %                                 | 10 bis 13 Jahre: 43,3 %                        |
| 5    | 30.01.1982 | 17,8 %         | Note 2,64 | 39,0 %                                 |                                                |
| 6    | 06.02.1982 | 14,7 %         | Note 2,68 | 34,9 %                                 | 04 bis 05 Jahre: 6,3 % 10 bis 13 Jahre: 52,5 % |
| 7    | 13.02.1982 | 16,1 %         | Note 2,94 | 28,9 %                                 |                                                |
| 8    | 20.02.1982 | 18,6 %         | Note 2,70 | 39,9 %                                 | 04 bis 05 Jahre: 05,6 %                        |

- Von 30. März bis 25. Mai 1990, jeweils Freitag, 17.45 Uhr im Programm DDR 1[17][18] (Sehbeteiligung Teil 1: 0,2 %, Teil 6: 0,3 %, Teil 8: 2,1 %)[19]
- Im Programm DDR 2 wurde die Originalfassung des Films am 12., 19. und 26. September 1982 (jeweils Sonntag, 15.30 Uhr) in der Rubrik Für Freunde der russischen Sprache gesendet.[20]

Die Sehbeteiligung:
Teil 1: 0,2 % (Kinder bis 13 Jahre: 1,2 %)
Teil 2: 0,4 % (0,0 %)
Teil 3: 0,6 & (bis 13 Jahre: 0,0 %; 14 bis 17 Jahre: 4,1 %, 14 bis 25 Jahre: 2,7 %)

### Russland
Im Jahr 2000 erschien der Film auf DVD mit russischen und englischen Untertiteln. Bis in die Gegenwart wird er etliche Male jährlich von russischen Fernsehsendern ausgestrahlt.

## Preisverleihungen
- 1981: Prix Danube: Preisträger auf dem internationalen Filmfestival für Kinder- und Jugendfilme in Bratislava[18]
- 1981: Zweifacher Preisträger auf dem sowjetischen Allunions-Fernsehfilm-Festival in Jerewan[23]
- 1982: Staatspreis der UdSSR (Zweithöchste staatliche Auszeichnung)